# 亞歷山大·施沃洛
亞歷山大·施沃洛（德語：Alexander Schwolow；1992年6月2日—）是一位德國足球運動員，在場上的位置是守門員。現效力於德甲球隊柏林聯。